# Ludvík Kalus
Ludvík Kalus (13. ledna 1895 Velké Karlovice – 23. prosince 1972 Kyjov) byl český středoškolský pedagog, starosta Kyjova, archeolog, historik, správce kyjovského muzea, kronikář a osvětový pracovník.

## Život
Ludvík Kalus se narodil v rodině chalupníka Jana Kaluse a Marianny, rozené Pavlicové, v domě č. 554 ve Velkých Karlovicích. V roce 1915 maturoval na gymnáziu ve Valašském Meziříčí a od 17. listopadu téhož roku se jako vojín účastnil první světové války. V letech 1918–1922 studoval zeměpis a dějepis na Filozofické fakultě Univerzity Karlovy. Jako profesor nastoupil v září 1922 do kyjovského gymnázia a působil zde 28 let. V roce 1925 byl pověřen vedením městské kroniky, kterou psal do roku 1939. V letech 1926–1955 byl správcem kyjovského muzea. Jeho zásluhou bylo z provizorních prostor přemístěno do kyjovského zámečku a vybudoval zde archeologickou sbírku. Psal odborné články o nejstarší historii Kyjova, byl konzervátorem historických památek, pracovníkem Státní památkové péče či jednatelem Archeologického ústavu pro okres Kyjov. Mezi jeho zájmy patřily i myslivost a železnice, respektive lokomotivy. Dne 28. června 1930 se v Kyjově oženil s Ludmilou Kocmanovou (* 1911).
V roce 1942 pomáhal kyjovský starosta Matěj Urban při ukrývání velitele paradesantní skupiny Zinc Oldřicha Pechala. Byl zatčen gestapem a později v Brně popraven. Z městských zastupitelů byl novým starostou zvolen profesor Ludvík Kalus a tuto funkci vykonával do roku 1945. Nebyl členem žádné politické strany. V roce 1950 byl předčasně penzionován, ale až do roku 1970 byl pracovníkem městského muzea.